# Хорјул
Хорјул (словен. Horjul) је град и управно средиште истоимене општине Хорјул, која припада Средњесловенској регији у Републици Словенији.
По попису становништва из 2011. године, насеље Хорјул имало је 1.329 становника.